# Park krajobrazowy

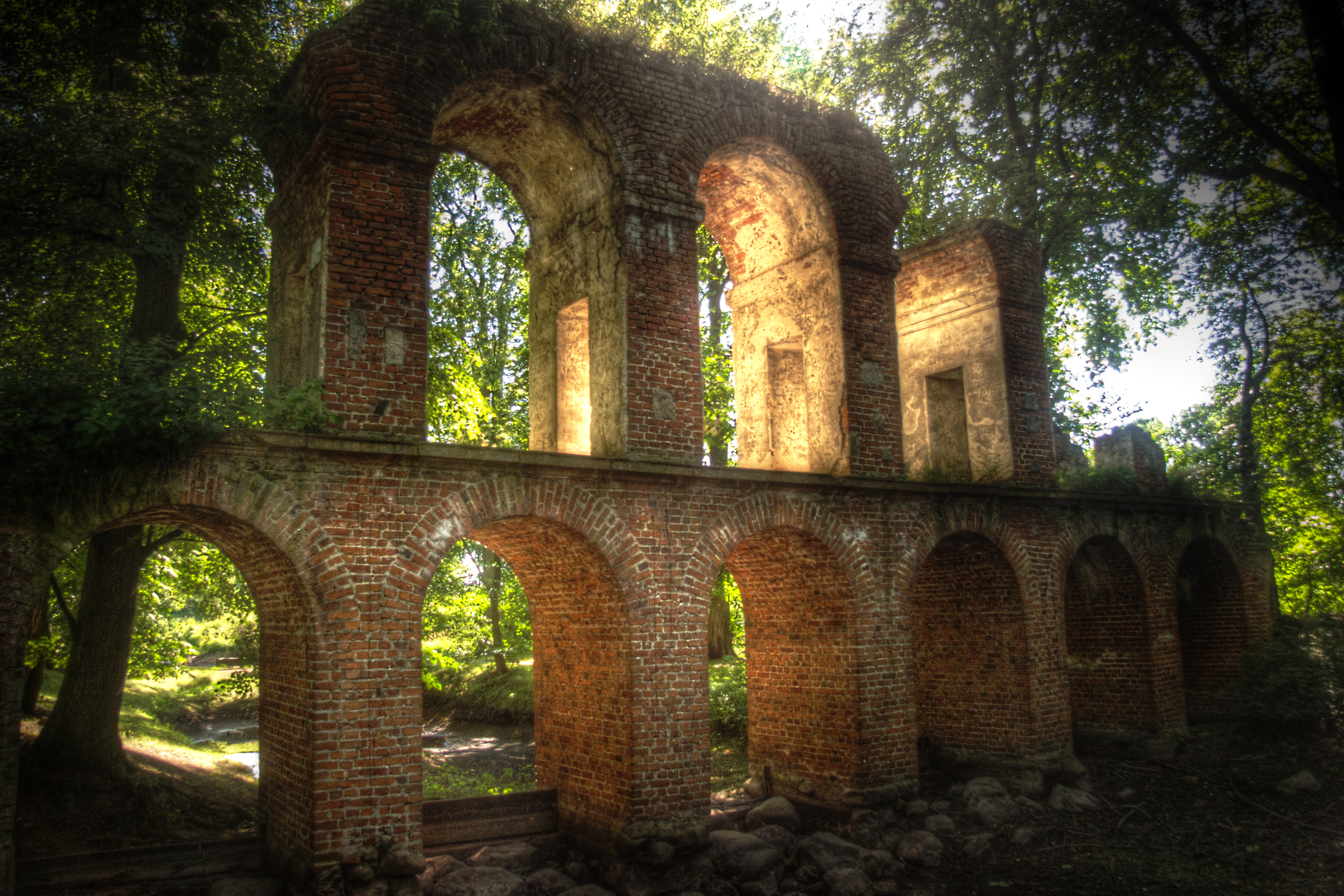
Akwedukt w parku romantycznym w Arkadii, w powiecie łowickim

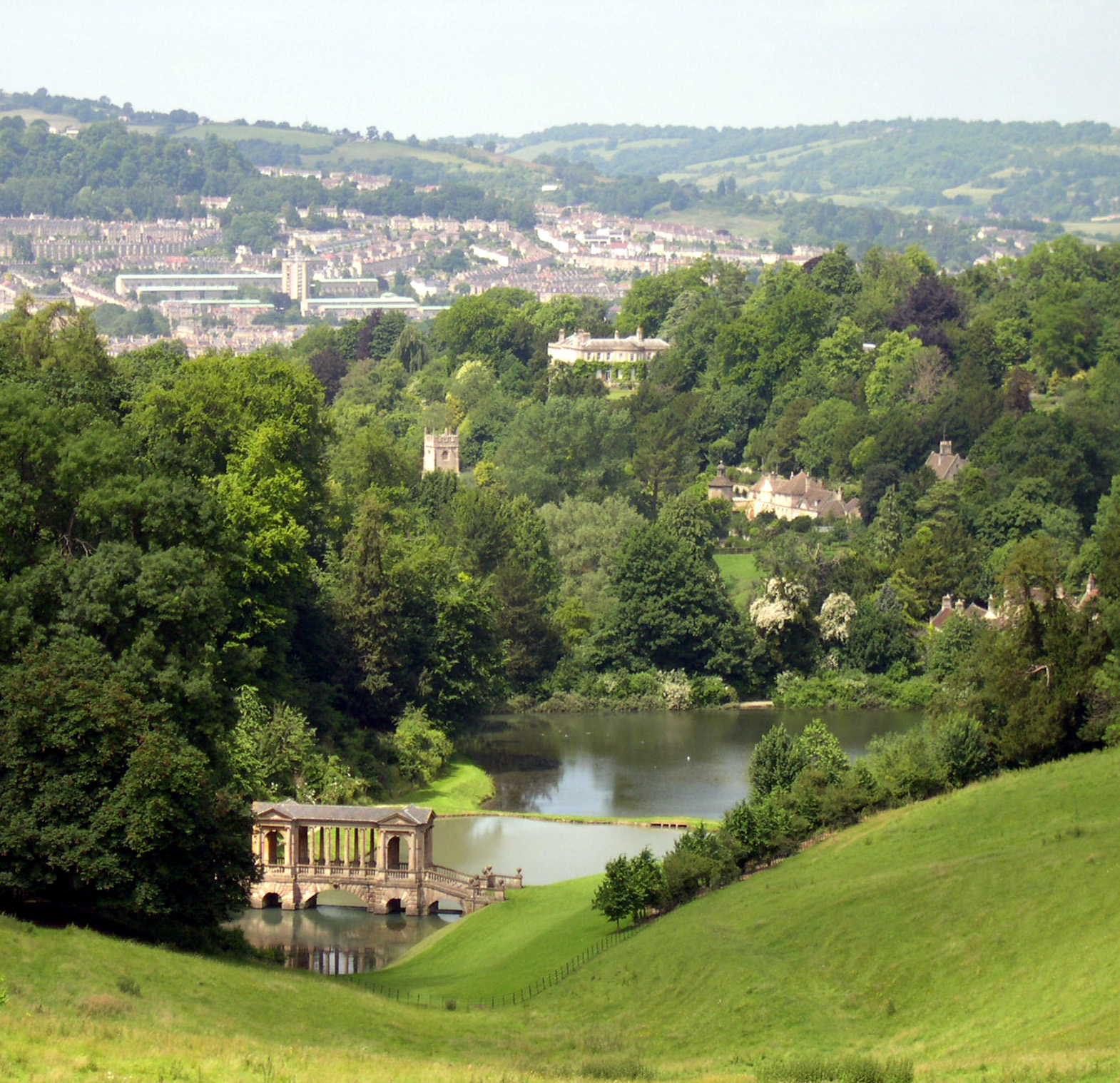
Ogród w stylu angielskim Prior Park w Bath

Park krajobrazowy może odnosić się do popularnej od XVIII wieku formy ogrodu nawiązującej do naturalnych krajobrazów, określanej niekiedy jako park angielski, lub ogród romantyczny, albo do formy ochrony przyrody stosowanej w niektórych krajach i zaliczanej do kategorii V Międzynarodowej Unii Ochrony Przyrody.

## Forma założenia parkowego
Parki krajobrazowe zyskały na popularności z końcem XVIII wieku, wraz z rozwojem romantyzmu. Zrywały one z regularnością i geometrycznością ogrodów barokowych na rzecz swobody, naturalności, sentymentalności. Ze względu na kraj pochodzenia są one często nazywane angielskimi. W Polsce parki krajobrazowe zakładano powszechnie w XIX wieku, wiele z nich zostało zaniedbanych w czasach PRL.

## Forma ochrony przyrody

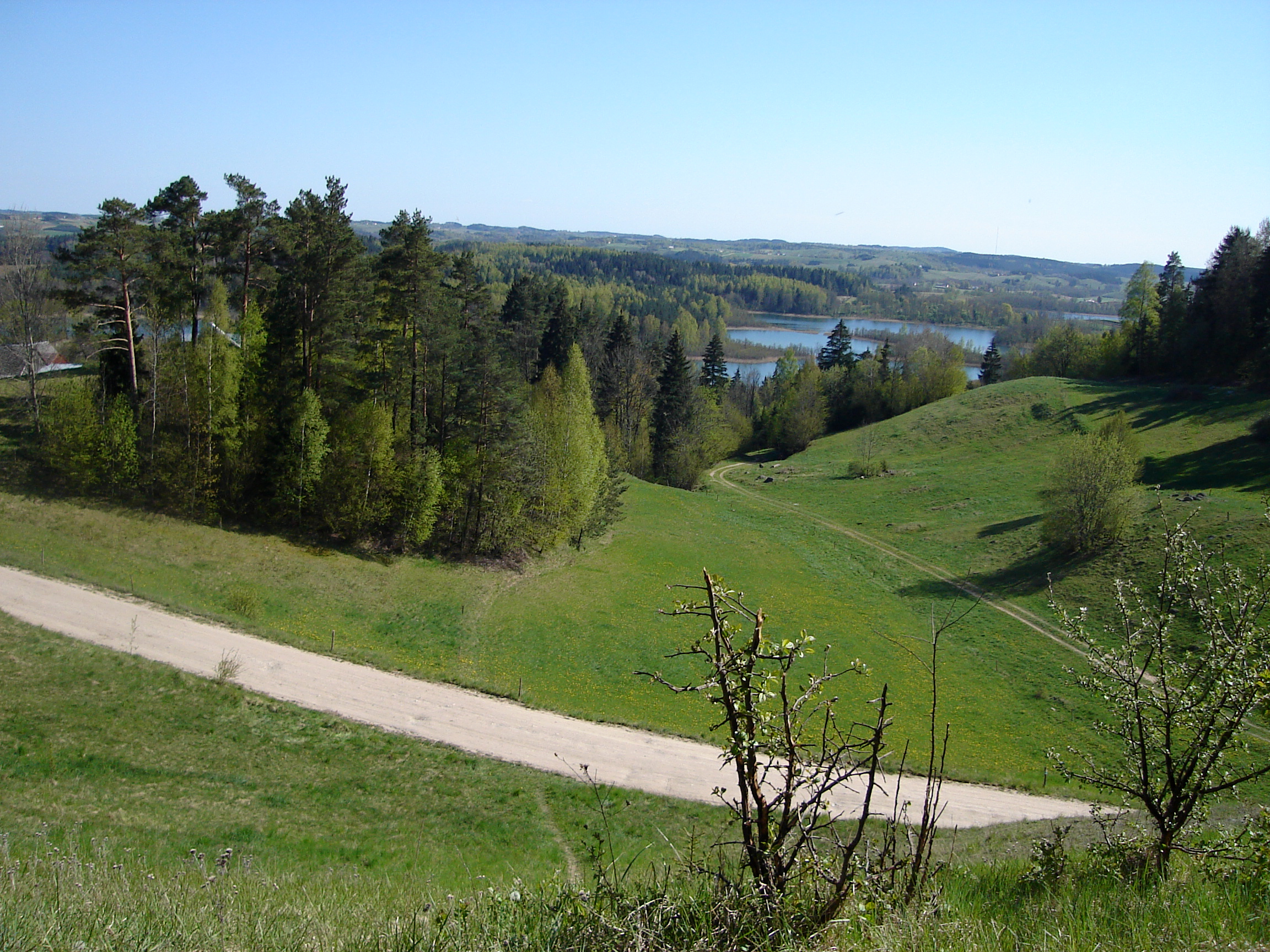
Suwalski Park Krajobrazowy

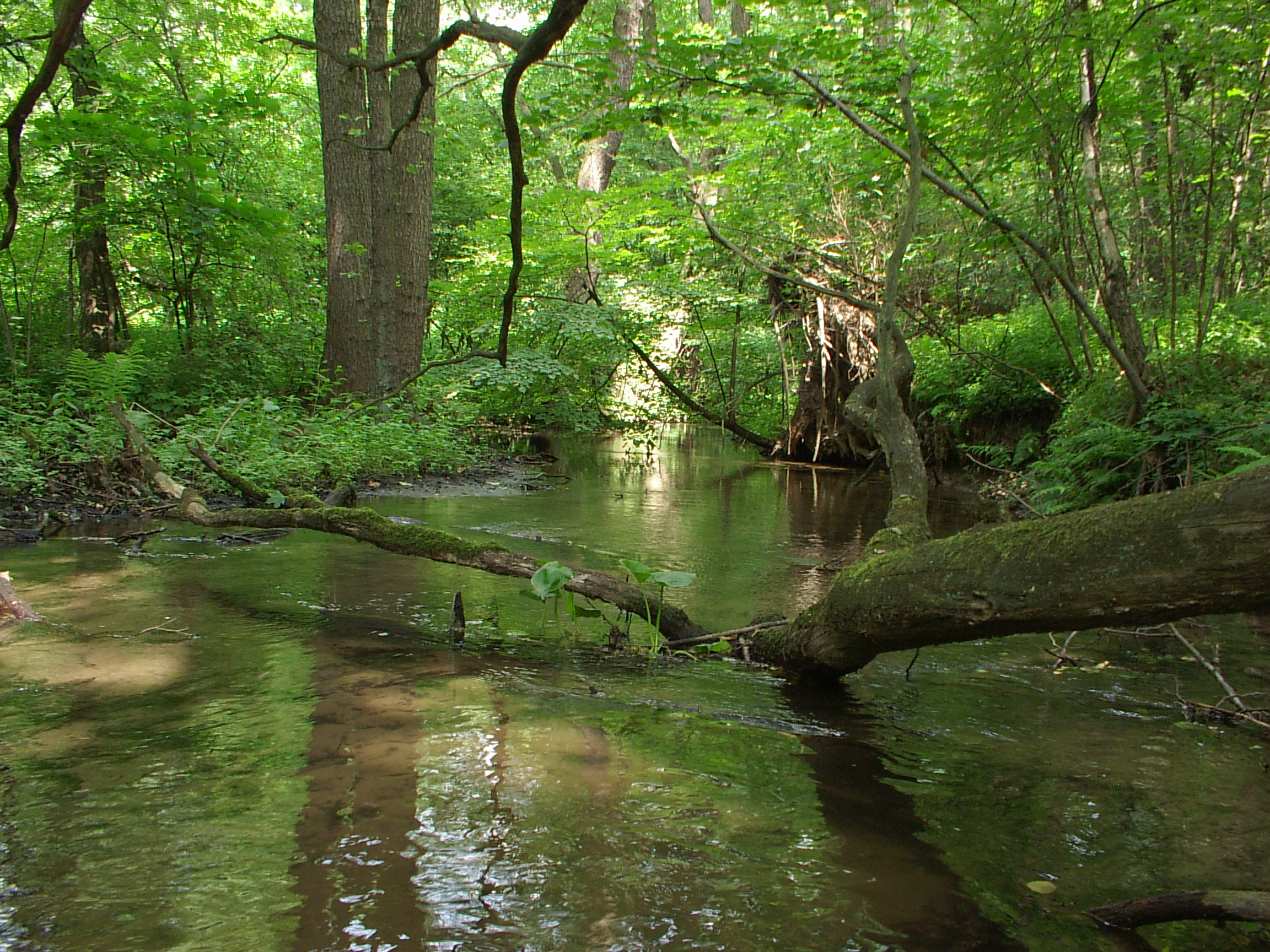
Rezerwat przyrody Struga Dobieszkowska w Parku Krajobrazowym Wzniesień Łódzkich

Miano „parku krajobrazowego” nosi m.in. w Polsce i Słowenii wielkoobszarowa forma ochrony przyrody, zaliczana do kategorii V Międzynarodowej Unii Ochrony Przyrody – chronionego krajobrazu. Są w niej zaklasyfikowane te wielkoobszarowe struktury ochronne, które nie koncentrują się na przyrodzie, ale na ich odmiennym charakterze ze względu na wartości przyrodnicze, ekologiczne, kulturowe, lub krajobrazowe. Według IUCN obszary zaklasyfikowane do tej kategorii powinny gwarantować właściwie zbalansowaną koegzystencję między ludźmi a przyrodą.
Analogiczne formy ochrony przyrody istnieją w większości państw europejskich (np. we Francji, Włoszech, Niemczech, Hiszpanii, Belgii, Chorwacji, Rumunii, Austrii i in.), są one jednak częściej określane jako „regionalne”, czy „przyrodnicze”. W Wielkiej Brytanii lokalne parki narodowe mają charakter parku krajobrazowego i tak są traktowane przez IUCN. W Estonii, Czechach, czy na Słowacji odpowiednikiem parków krajobrazowych są obszary chronionego krajobrazu. W niektórych przypadkach Komisja Standaryzacji Nazw Geograficznych zaleca tłumaczenie obcojęzycznych określeń analogicznych form ochrony przyrody na „park krajobrazowy”, np. niemieckie Naturpark (dosł. „park przyrody”).
Poza Europą nie ma jednoznacznego odpowiednika parków krajobrazowych. W Stanach Zjednoczonych do kategorii V należą Obszary Dziedzictwa Narodowego (National Heritage Areas) i liczne spośród parków stanowych. W Chinach IUCN podobnie klasyfikuje wiele z lokalnych rezerwatów przyrody. W Japonii wyróżnia się quasi-parki narodowe (国定公園 Kokutei Kōen), zarządzane przez prefektury, w odróżnieniu od parków narodowych zarządzanych centralnie i w większości zaliczane do kategorii V przez IUCN. W Kanadzie status form ochrony przyrody zależy od prowincji i może mieć kategorię V, albo (jak np. w Québecu) kategorię II odpowiadającą parkom narodowym. Na całym świecie w bazie danych IUCN znajduje się 28002 form ochrony mających kategorię chronionego krajobrazu.

## Literatura
- Barbara Froehlich-Schmitt: Polsko-niemiecki przewodnik ochrony przyrody. Bonn/Warszawa: Ministerstwo Środowiska, 2000. ISBN 83-86467-37-1. Brak numerów stron w książce
- Parki krajobrazowe w Polsce, Monografia pod redakcją Grzegorza Rąkowskiego, Autorzy: Grzegorz Rąkowski, Małgorzata Smogorzewska, Agata Janczewska, Jolanta Wójcik, Małgorzata Walczak, Zbyszko Pisarski, wyd. II, IOŚ, Warszawa 2004, omówienie.